# Sábado Animado
Sábado Animado é um programa infantil e semanal de desenhos animados do SBT, exibido desde 25 de agosto de 1995, e conhecido por ser um dos programas infantis há mais tempo em transmissão na TV brasileira, além de sua vasta quantidade de desenhos animados transmitidos, superando a de muitos outros programas infantis brasileiros. Atualmente é apresentado por Silvia Abravanel.
Nos primeiros anos o programa tinha uma programação mais variada transmitindo desenhos clássicos da Warner, Hanna-Barbera, Disney, DIC, além de ter sido responsável pela estreia de animes como Dragon Ball e Street Fighter. Desde 2016, o programa passou a ser vitrine de animações da Warner focando-se mais em atrações como Hanna-Barbera, Disney, Universal Studios, Fuji Television, Toei Animation, MBS, TV Tokyo e MGM. Atualmente o programa adota uma programação diferente a cada final de semana, com a volta de vários desenhos clássicos.
Com o fim da TV Globinho em agosto de 2015, do Mundo Disney em 2018,do Carrossel Animado em 2017  e do Festival de desenhos em 2015, o Sábado Animado passou a ser um dos únicos programas infantis restantes da TV aberta, junto com o Quintal da Cultura, a TV Brasil Animada, o  Bom Dia e Cia,o SBT Apresenta Luccas Toon e o Band Kids.

## Desenhos exibidos
- Corrida Maluca
- As Aventuras de Tom e Jerry
- Scooby-Doo e Convidados
- Thomas e Seus Amigos
- Superbook
- Polly Pocket
- O Show da Luna!
- Batwheels
- Perninha em Obras
- Lanterna Verde
- Barbie Nós Duas Juntas
- Yabba Dabba Dinossauros
- Os Jovens Titãs em Ação!
- Ghostforce[3]
- Monster High[4]
- Bob Esponja
- Beyblade X
- Parque Patati Patatá

## História
Foi criado a princípio para ocupar as manhãs de sábado destinada ao público infantil juntamente com o Bom Dia & Cia, mas diferentemente deste, não tinha apresentadores, levando mais foco nos desenhos animados.
Seu sucesso ao longo dos anos foi grande chegando a rivalizar com a TV Globinho nesse horário e ganhando mais espaço na programação matinal do canal. Com o tempo o próprio programa passou a ganhar destaque com exibições especiais de filmes e estreias, mais até que o próprio Bom Dia e Companhia.
De 1998 a 2000, o programa começou a ser apresentado por Dani Boy e pelo boneco Xaropinho.
Em 2000, o programa passa a ser apresentado por Jackeline Petkovic.
Em 2001, o programa passou a terminar mais cedo por conta do programa infantil Disney CRUJ, mas no fim de 2003, ele voltou a terminar normalmente em seu horário original, ao meio-dia.
Em 2007, com a chegada de Maisa Silva, o programa perdeu o foco nos desenhos e passou a ter foco na apresentadora ficando igual ao Bom Dia & Companhia. Com o tempo o programa também foi apresentado por Priscilla Alcântara, Yudi Tamashiro e o palhaço Bozo.
No dia 16 de fevereiro de 2013, o programa voltou ao formato original (somente com os desenhos), e perdeu metade de sua duração por conta da estreia do Programa Bozo, passando a ser exibido das 07h às 09h da manhã.
Em 11 de maio de 2013 com o cancelamento do Programa Bozo, ele retornou ao seu antigo horário com rodízio de apresentadores, a cada sábado uma dupla assim como no Bom Dia & Cia., mas depois de um tempo foi reduzido para apenas dois (Ana Zimerman e Matheus Ueta) assim como no Bom Dia. Em 9 de agosto de 2014, Ana Zimerman deixa o comando da atração. Em 18 de outubro de 2014, Ana Júlia Souza assume a apresentação ao lado de Matheus. Em 15 de julho de 2015, uma determinação judicial impediu que Matheus e Ana Júlia Souza apresentasse os programas Bom Dia & Cia e Sábado Animado após o acidente de cavalo da atriz Larissa Manoela durante as gravações de Cúmplices de um Resgate. Com isso, a diretora do programa Silvia Abravanel passa a comandar o programa em 15 de julho.
A partir de 27 de julho de 2015, Matheus Ueta e Ana Júlia voltam ao Bom Dia e Cia e ao Sábado Animado porque a justiça autorizou a volta deles. A partir de 5 de setembro de 2015 o programa passa a ser exibido das 07h00 às 10h30, já que a emissora passou a transmitir o bloco Mundo Disney, mas dessa vez sem apresentadores. Em 3 de setembro de 2016, o programa passou a terminar mais cedo por conta do programa infantil Parque Patati Patatá. Em 12 de agosto de 2017, o programa ganhou um nova vinheta e logotipo. Em dezembro de 2017 passou ir ao ar às 08h00, já que teve uma hora perdida para o seriado Chaves. Em 1 de setembro de 2018 voltou a ter mais tempo de duração atualmente ficando no ar das 08h00 às 12h30 em resultado ao fim do bloco Mundo Disney.
Em 30 de abril de 2022, com o fim do Bom Dia & Companhia, o programa volta a ter apresentadores, e Silvia Abravanel assume o comando da atração.
A partir do dia 16 de março de 2024 o programa perde uma hora e quinze minutos de duração, e, ao invés de acabar as 12:30, passa a acabar as 11:15, devido a estreia do programa  SBT apresenta Lucas Toon.
No dia 12 de outubro de 2024 o programa é turbinado e  Silvia Abravanel ganha a companhia dos bonecos Lilo e Flora na apresentação do programa, além da estreia dos desenhos Bob Esponja, Beyblade X e do seriado O Picapau Amarelo.
Em 8 de março a 12 de abril de 2025, o programa é exibido 45 minutos mais tarde, a partir de 6:45 da manhã e passa a acabar 15 minutos mais tarde, às 11:15.

## Apresentadores
| Período                       | Apresentador(a)                      | Ref         |
| ----------------------------- | ------------------------------------ | ----------- |
| 1998 - 2000                   | Dani Boy e Xaropinho                 | [ 5 ] [ 6 ] |
| 2000                          | Jackeline Petkovic                   | [ 9 ]       |
| 2007 - 2011                   | Maísa Silva                          | [ 10 ]      |
| 2011 - 2012                   | Priscilla Alcântara e Yudi Tamashiro | [ 11 ]      |
| 2013                          | Palhaço Bozo                         | [ 12 ]      |
| 2013 - 2014                   | Ana Zimermann                        | [ 13 ]      |
| 2013 - 2015                   | Matheus Ueta                         | [ 14 ]      |
| 2014 - 2015                   | Ana Júlia Souza                      | [ 15 ]      |
| 2015 - 2016 / 2022 - presente | Silvia Abravanel                     | [ 16 ]      |